# Бактериальное заражение
Бактериальное заражение (бактериальная инвазия) — процесс передачи патогенных бактерий одним лицом другому, либо заражение бактериями через контакт с внешней средой.
С точки зрения безопасности жизнедеятельности подразумевается, что бактериальное заражение населения происходит на некоторой территории. Для выявления центра этого заражения вводится понятие «очаг бактериального заражения»
Очаги бактериального заражения также делятся на три группы.
- Высококонтагиозные;
- Малоконтагиозные;
- Неконтагиозные.

Все организмы по способности вызывать заражение делятся на 3 группы.
- Геопатогенные;
- Патогенные;
- Условно-патогенные.

## Контроль и предотвращение заражения
В каждом районе каждого населённого пункта существует санитарно-эпидемиологическая служба (СЭС), которая занимается контролем за пищевыми учреждениями. Во время чрезвычайных ситуаций на СЭС возлагаются следующие обязанности:
- Организация проведения санитарно-эпидемиологической разведки.
  - определяют тип возбудителя,
  - оценивают качество продуктов и воды,
  - устанавливают границы очага бактериального заражения
- Организация противоэпидемического режима (карантин, обсервация).
- Контроль за качеством проведения дезинфекции, дезинсекции, дератизация.
- Проведение экстренной профилактики среди населения.
- Организация, выявление, госпитализация и лечение инфекционных больных.
- Контроль за пищевыми продуктами и водой.
- Обеспечение санитарно-пропускного режима на границе очага бактериального заражения.

В случае высококонтагиозного заражения (чума, холера, сибирская язва) — на территории заражения объявляется карантин.
В случае малоконтагиозного заражения — на территории заражения объявляется обсервация
В зависимости от очага бактериального заражения проводится определённый комплекс санитарно-гигиенических и противоэпидемических мероприятий.
Санитарно-гигиенические и противоэпидемические мероприятия организуются и проводятся с целью сохранения здоровья населения. Предупреждение возникновения и распространения инфекционных заболеваний.
Одной из основных мер борьбы с бактериальным заражением, является предотвращение путём проведения профилактических мероприятий.
Планируя противоэпидемические мероприятия, оценивают:
- Санитарно-гигиеническую, эпидемическую и зоопаразитарную характеристику территорий.
- Данные об инфекционной заболеваемости и эпидемических вспышках среди населения за 10-15 лет.
- Наличие эпидемических очагов инфекционных заболеваний.
- Иммунологическую структуру населения.
- Данные о количестве инфекционных мест (коек) в лечебных учреждениях.

Вне зависимости от того, зарегистрировано мало- или высококонтагиозное заражение, проводится первичная профилактика. Применяются антибактериальные препараты широкого спектра действия. Выбирают те антибиотики, которые активны в отношении большинства микроорганизмов.
На территории Российской Федерации для экстренной профилактики применяют антибиотики:
- Доксициклин
- Рифампицин
- Тетрациклин

Хотя существуют более современные и более сильные антибиотики, их действие тяжело переносится организмом. В реальной жизни тетрациклин почти не применяют. (Обычно его применяют против туберкулёза и др. серьёзных заболеваний).

### Стадии экстренной профилактики
1. Экстренная профилактика проводится в течение 48 часов. Это время необходимо для установления вида возбудителя и его чувствительности к антибиотикам.
2. Через 48 часов начинается специфическая профилактика с помощью антибиотиков, к которым чувствителен возбудитель. Кроме антибиотиков, на этом этапе используются вакцины живые и с использованием мёртвых микроорганизмов.

В другом[каком?] случае берутся микроорганизмы, которые уже находятся в организме человека, для получения иммунитета. Это так называемые «неживые» микроорганизмы. В другом случае вводятся живые микроорганизмы. (После вакцинации с использованием мёртвых микроорганизмов иммунитет формируется не такой сильный, как в случае использования живых).
При необходимости вводят иммунные сыворотки, гамма-глобулины, бактериофаги.

## Противоэпидемические мероприятия в очаге заражения
- Выявление больных и подозрительных на предмет заболевания.
- Проведение экстренной профилактики.
- Санитарная обработка людей.
- Дезинфекция, дезинсекция, дератизация и ветеринарный контроль.

В очаге карантина разворачивается госпиталь. В этом случае весь обслуживающий персонал должен находиться на территории этого госпиталя без возможности его покинуть.

### Карантин
Карантин — это система противоэпидемических и режимных мероприятий, направленных на полную изоляцию этого очага от внешнего мира, а также на ликвидацию инфекционного процесса в самом очаге.
Карантин — это в первую очередь режимное мероприятие, которое включает в себя:
- Организацию комендантской службы.
- Охрана периметра очага заражения.
- Запрещение выезда, входа-выхода и др. мероприятия режимного характера.

### Обсервация
Обсервация — это система мероприятий, предусматривающая проведение ряда изоляционно-ограничительных или лечебно-профилактических мер, направленных на предупреждение распространения инфекционных заболеваний.
Обсервация включает:
- Ограничение въезда и выезда.
- Запрет на вывоз имущества.
- Экстренную профилактику, режим выявления больных, санитарную обработку.

Сроки карантина и обсервации зависят от длительности инкубационного периода и исчисляются с момента последней госпитализации последнего больного и завершения дезинфекции очага заражения.

## Список патогенных бактерий и их лабораторные характеристики
Представленный список содержит роды и виды наиболее важных патогенных бактерий человека:
| Род                       | Важные виды                                                                                    | Окрашивание по Граму                       | Форма                                                                               | Наличие капсулы                          | Тенденция к склеиванию                                       | Подвижность                                      | Дыхание                                                           | Питательная среда                                                | Внутри-/Внеклеточные                                                    |
| ------------------------- | ---------------------------------------------------------------------------------------------- | ------------------------------------------ | ----------------------------------------------------------------------------------- | ---------------------------------------- | ------------------------------------------------------------ | ------------------------------------------------ | ----------------------------------------------------------------- | ---------------------------------------------------------------- | ----------------------------------------------------------------------- |
| Bordetella                | - Bordetella pertussis                                                                         | Грам-отрицательные                         | Небольшие коккобациллы                                                              | Есть капсула                             | Одиночные или в парах                                        |                                                  | Аэробные                                                          | Агар Регана-Лоува (англ. Regan-Lowe agar)                        | Внеклеточные                                                            |
| Borrelia                  | - Borrelia burgdorferi                                                                         | Грам-отрицательные, но слабо окрашиваются  | Спирохеты                                                                           |                                          | Длинные, тонкие, гибкие, спирале- или штопоровидные палочки  | Очень подвижные                                  | Анаэробные                                                        | (сложны для выращивания)                                         | Внеклеточные                                                            |
| Brucella                  | - Brucella abortus - Brucella canis - Brucella melitensis - Brucella suis                      | Грам-отрицательные                         | Небольшие коккобациллы                                                              | Нет капсулы                              | Одиночные или в парах                                        | Неподвижны                                       | Аэробные                                                          | Кровяной агар                                                    | Внутриклеточные                                                         |
| Campylobacter             | - Campylobacter jejuni                                                                         | Грам-отрицательные                         | Изогнутые, спиральные или S-образные бациллы с единственным полярным жгутиком       | Нет капсулы                              | Одиночные                                                    | Характерное стремительное движение               | Микроаэрофильные                                                  | Кровяной агар подавляет рост другой фекальной микрофлоры         | Внеклеточные                                                            |
| Chlamydia и Chlamydophila | - Chlamydia pneumoniae - Chlamydia trachomatis - Chlamydophila psittaci                        | (не окрашивались[когда?] по Граму)         | Маленькие, округлые, яйцевидные                                                     | Нет капсулы                              |                                                              | Подвижны                                         | Факультативные или облигатные аэробы                              |                                                                  | Облигатные внутриклеточные                                              |
| Clostridium               | - Clostridium botulinum - Clostridium difficile - Clostridium perfringens - Clostridium tetani | Грам-положительные                         | Крупные тупоконечные палочки                                                        | Обычно есть капсула                      |                                                              | В большинстве подвижны                           | Облигатные анаэробы                                               | Анаэробный кровяной агар                                         | Внеклеточные                                                            |
| Corynebacterium           | - Corynebacterium diphtheriae                                                                  | Грам-положительные (нечётко)               | Небольшие, тонкие, плейоморфные палочки                                             | Нет капсулы                              | Группы, похожие на китайское письмо или ограду из штакетника | Неподвижны                                       | В большинстве факультативные анаэробы                             | На агаре Тинсдаля в аэробных условиях                            | Внеклеточные                                                            |
| Enterococcus              | - Enterococcus faecalis - Enterococcus faecium                                                 | Грам-положительные                         | От округлой до овальной (кокки)                                                     |                                          | Пары или цепочки                                             | Неподвижны                                       | Факультативные анаэробы                                           | 6,5 % NaCl, желчно-эскулиновый агар                              | Внеклеточные                                                            |
| Escherichia               | - Escherichia coli                                                                             | Грам-отрицательные                         | Короткие палочки (бациллы)                                                          | У некоторых есть капсула, у других — нет |                                                              | Обычно подвижны                                  | Факультативные анаэробы                                           | Агар Мак-Конки                                                   | Внутри- или внеклеточные                                                |
| Francisella               | - Francisella tularensis                                                                       | Грам-отрицательные                         | Небольшие плейоморфные коккобациллы                                                 | Есть капсула                             |                                                              | Неподвижны                                       | Облигатные аэробы                                                 | (редко культивируются)                                           | Факультативно внутриклеточные                                           |
| Haemophilus               | - Haemophilus influenzae                                                                       | Грам-отрицательные                         | Варьирует от небольших коккобацилл до длинных, тонких нитей                         | У некоторых есть капсула, у других — нет |                                                              | Неподвижны                                       |                                                                   | Шоколадный агар с гемином и НАД+                                 | Внеклеточные                                                            |
| Helicobacter              | - Helicobacter pylori                                                                          | Грам-отрицательные                         | Изогнутые или спиральные палочки, монотрихи                                         |                                          |                                                              | Быстровидное штопоровидное передвижение          | Микроаэрофилы                                                     | Среда, содержащая антибиотики против другой фекальной микрофлоры | Внеклеточные                                                            |
| Legionella                | - Legionella pneumophila                                                                       | Грам-отрицательные, но слабо окрашиваются  | В природе тонкие палочки, в лаборатории коккобациллы                                | Нет капсулы                              |                                                              | Подвижные                                        | Аэробы                                                            | Специализированная среда                                         | Факультативно внутриклеточные                                           |
| Leptospira                | - Leptospira interrogans                                                                       | Грам-отрицательные, но слабо окрашиваются  | Длинные, очень тонкие, гибкие, спирале- или штопоровидные палочки                   |                                          |                                                              | Очень подвижные                                  | Строгие аэробы                                                    | Специализированная среда                                         | Внеклеточные                                                            |
| Listeria                  | - Listeria monocytogenes                                                                       | Грам-положительные, густо окрашиваются     | Тонкие короткие палочки                                                             |                                          | Диплобациллы или короткие цепочки                            | Чёткое рывкообразное передвижение в жидкой среде | Факультативные анаэробы                                           | Обогащённая среда                                                | Внутриклеточные                                                         |
| Mycobacterium             | - Mycobacterium leprae - Mycobacterium tuberculosis - Mycobacterium ulcerans                   | (нет)                                      | Длинные тонкие палочки                                                              | Нет капсулы                              |                                                              | Неподвижны                                       | Аэробы                                                            | M. tuberculosis: агар Левенштейна — Йенсена M. leprae: (нет)     | Внеклеточные                                                            |
| Mycoplasma                | - Mycoplasma pneumoniae                                                                        | (нет)                                      | Пластичные, плейоморфные                                                            | Есть капсула                             | Одиночные или в парах                                        |                                                  | В основном факультативные анаэробы; M. pneumoniae — строгий аэроб | (редко культивируются)                                           | Внеклеточные                                                            |
| Neisseria                 | - Neisseria gonorrhoeae - Neisseria meningitidis                                               | Грам-отрицательные                         | Характерная бобовидная форма                                                        | У некоторых есть капсула, у других — нет | Диплококки                                                   | Неподвижны                                       | Аэробы                                                            | Агар Тайера-Мартина (англ. Thayer-Martin agar)                   | Gonococcus: факультативно внутриклеточные N. meningitidis: внеклеточные |
| Pseudomonas               | - Pseudomonas aeruginosa                                                                       | Грам-отрицательные                         | Палочки                                                                             | Есть капсула                             |                                                              | Подвижны                                         | Облигатные аэробы                                                 | Агар Мак-Конки                                                   | Внеклеточные                                                            |
| Rickettsia                | - Rickettsia rickettsii                                                                        | Грам-отрицательные, но слабо окрашиваются  | Небольшие, палочковидные коккобациллы                                               | Тонкая микрокапсула                      |                                                              | Неподвижны                                       | Аэробы                                                            | (редко культивируются)                                           | Облигатно внутриклеточные                                               |
| Salmonella                | - Salmonella Typhi - Salmonella Typhimurium                                                    | Грам-отрицательные                         | Бациллы                                                                             | Есть капсула                             |                                                              | Обычно подвижны                                  | Факультативные анаэробы                                           | Агар Мак-Конки                                                   | Факультативно внутриклеточные                                           |
| Shigella                  | - Shigella sonnei                                                                              | Грам-отрицательные                         | Палочки                                                                             | Нет капсулы                              |                                                              | Неподвижны                                       | Факультативные анаэробы                                           | Гектоеновый агар                                                 | Внеклеточные                                                            |
| Staphylococcus            | - Staphylococcus aureus - Staphylococcus epidermidis - Staphylococcus saprophyticus            | Грам-положительные, густо окрашиваются     | Округлые кокки                                                                      | У некоторых есть капсула, у других — нет | В гроздях, как виноград                                      | Неподвижны                                       | Факультативные анаэробы                                           | Обогащённая среда (бульон и/или кровь)                           | Внеклеточные                                                            |
| Streptococcus             | - Streptococcus agalactiae - Streptococcus pneumoniae - Streptococcus pyogenes                 | Грам-положительные                         | От овальной до сферической                                                          | У некоторых есть капсула, у других — нет | Пары или цепочки                                             | Неподвижны                                       | Факультативные анаэробы                                           | Кровяной агар                                                    | Внеклеточные                                                            |
| Treponema                 | - Treponema pallidum                                                                           | Грам-отрицательные, но слабо окрашиваются  | Длинные, тонкие, гибкие, спирале- или штопоровидные палочки                         |                                          |                                                              | Очень подвижные                                  | Аэробы                                                            | Нет                                                              | Внеклеточные                                                            |
| Vibrio                    | - Vibrio cholerae                                                                              | Грам-отрицательные                         | Короткие, изогнутые, палочковидные с единственным полярным жгутиком (форма запятой) | Нет капсулы                              |                                                              | Быстро передвигаются                             | Факультативные анаэробы                                           | Кровяной агар или агар Мак-Конки. Стимулируется NaCl             | Внеклеточные                                                            |
| Yersinia                  | - Yersinia pestis                                                                              | Грам-отрицательные, окрашиваются биполярно | Небольшие палочки                                                                   | Есть капсула                             |                                                              | Неподвижны                                       | Факультативные анаэробы                                           | Агар Мак-Конки или ЦИН-агар                                      | Внутриклеточные                                                         |